# 추교성
추교성(秋敎成, 1971년 5월 21일 ~ )은 대한민국의 전 남자 탁구 선수였다. 대우증권 토네이도의 코치, 농심 탁구단의 감독을 역임하였다.

## 경력
- 1998년 ~ 2003년 현대백화점 탁구단 코치.
- 2007년 ~ 2011년 현재 대우증권 토네이도 코치.
- 2011년 ~ 2014년 농심 탁구단 감독 (팀 해체)

## 수상
- 1997년 영국 맨체스터 세계선수권대회 단체 동메달.
- 1995년 중국 천진 세계선수권대회 단체 동메달.
- 1994년 일본 히로시마 아시안게임 복식 금메달,단체 은메달.